# Tanya Chisholm
Tanya Michelle Chisholm (Fort Lauderdale, 1 juli 1984) is een Amerikaans actrice en danser. Ze is het bekendst door haar rol in Big Time Rush als Kelly Wainwright, die ze sinds 2009 speelt. Daarnaast had ze ook een rol in High School Musical 2 als Sharpay's vriendin. Tanya Chrisholm heeft nog meer werk voor Disney gedaan. Zo heeft ze ook een gastrol gespeeld in Cory in the House, een tv-serie die door Nickelodeon is aangekocht.

## Filmografie

### Films
- Legally Blondes (2009) — Marcie
- Fired Up (2009) — Denise
- High School Musical 2 (2007) —Sharpay's friend

### Televisie
- Big Time Rush (2009–2013): Kelly Wainright

### Gast in televisieserie
- Cory in the House (2007) — Nicole
- Cold Case (2007) — Crystal Stacy
- Ghost Whisperer (2007) — Kimberly Allen
- Veronica Mars (2006) — Nancy Cooper